# خانه‌های نظرصاحب خان
خانه های نظرصاحب خان، روستایی از توابع بخش مرکزی شهرستان هیرمند در استان سیستان و بلوچستان ایران است.

## جمعیت
این روستا در دهستان مارگان قرار دارد و براساس سرشماری مرکز آمار ایران در سال ۱۳۸۵، جمعیت آن ۱۷۴ نفر (۳۸خانوار) بوده‌است.